# Alfa Volantis

Gráfico de Volans

Alfa Volantis (α Vol / HD 78045 / HR 3615) es una estrella en la constelación de Volans, el pez volador. De magnitud aparente +4,00, es solo la quinta estrella más brillante de la constelación, aun teniendo la denominación de Bayer «Alfa». Se encuentra a una distancia de 124 años luz del sistema solar.
Alfa Volantis ha sido clasificada de muy diversas formas en los distintos catálogos. Nominalmente una estrella blanca de tipo espectral A2.5, ha sido clasificada como subgigante, si bien su temperatura de 8430 K, su luminosidad equivalente a 29 soles y su radio 2,5 veces mayor que el radio solar, difícilmente permiten su clasificación como tal —implicando que en su núcleo ha cesado la fusión del hidrógeno—, siendo más apropiada su clasificación como estrella de la secuencia principal.
Su edad, estimada mediante isocronas, es de 420 millones de años.
Con un período de rotación de menos de 3,7 días, Alfa Volantis es una estrella que rota lentamente dadas sus características, lo que hace que algunos elementos suban hacia la superficie por radiación y otros se hundan en el interior por gravedad. Esto da lugar a un espectro peculiar, entrando Alfa Volantis dentro del grupo de las estrellas Am. Por ello ha sido clasificada desde Am hasta kA3hA5mA5V.